# Sandy Skoglund
Sandy Skoglund (n. 11 de septiembre de 1946) es una fotógrafa y artista plástica estadounidense.
Nació el 11 de septiembre de 1946 en Quincy,  obtuvo en 1964 su título de secundaria y a continuación se matriculó en el Smith College de Northampton, Massachusetts donde se graduó en 1968 tras realizar parte de su formación artística durante el año 1967 en la Sorbona de París. Estudió cine y multimedia en la universidad de Iowa hasta que en 1972 se trasladó a Nueva York.
Entre 1973 y 1976 fue profesora de arte en la universidad de Hartford y después profesora de fotografía en la universidad Rutgers de Nueva Jersey.
Sus fotografías reflejan con frecuencia la instalación de escenarios diseñados por la artista que transmiten un conjunto de ideas con planteamientos que se pueden situar entre el arte conceptual y el surrealismo. En 1981 realizó su trabajo Revenge of the Goldfish en el que llenó el escenario de la fotografía de peces de plástico y en otras instalaciones empleó focas o perros. Otras obras son: Radioactive Cats en 1980, Sock Situation en 1986, The Cocktail Party en 1992, Shimmering Madness en 1998 y Raining Pop Corn en 2001.
Su obra se encuentra en diversas colecciones y museos entre los que se incluyen el Museo de fotografía contemporánea de Chicago, el Museo de Arte Moderno de San Francisco y el Dayton Art Institute.